# Zyta Rudzka

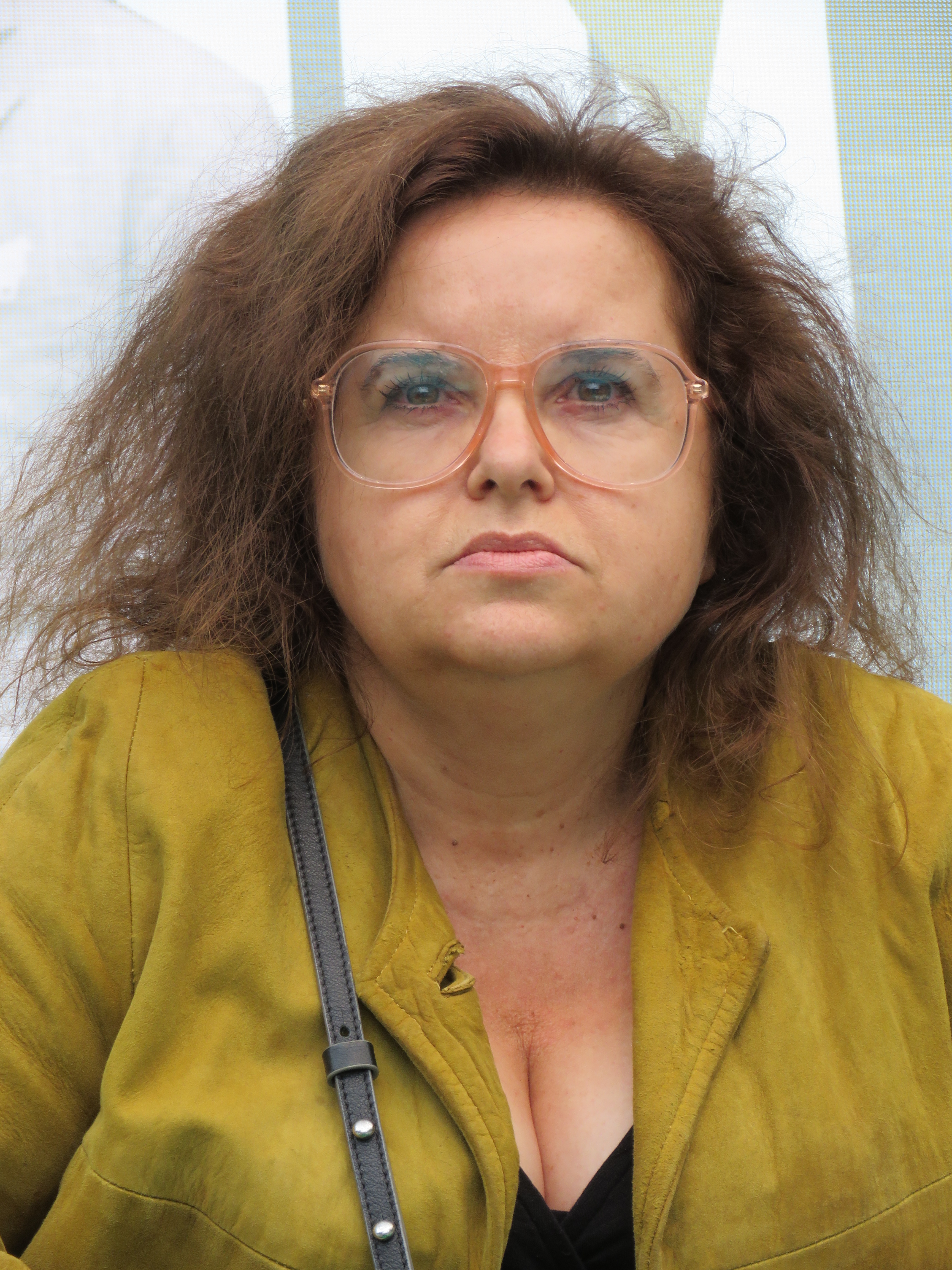
Zyta Rudzka (2018)

Zyta Rudzka (* 10. November 1964 in Warschau) ist eine polnische Psychotherapeutin, Schriftstellerin und Drehbuchautorin.
Sie schreibt Gedichte, Romane und Drehbücher.
Ihr als erster ins Deutsche übersetzte Roman Doktor Josefs Schönste ist eine bizarr-verwirrende Geschichte über das Leben in einem polnischen Altersheim, in dem viele Auschwitz-Überlebende untergebracht sind. Unter ihnen ist die 80-jährige Czechna, die als 12-Jährige vom berüchtigten Lagerarzt Mengele angehimmelt worden war und in Angst einflößender Weise die absurd-erschreckenden Parallelen zwischen dem damaligen Lagerleben und der Gegenwart beschreibt.
2014 erschien der Roman Mikwe in deutscher Übersetzung. Dort wird in anspruchsvoller Prosa über mehrere Generationen hinweg das Schicksal der polnisch-jüdischen Familie Haberstein in Polen und Israel erzählt.

## Schriften (Auswahl)

### Bücher
- (Gedichte) Ruchoma rzeczywistość. Młodzieżowa Agencja Wydawnicza, Warszawa 1989.
- Weiße Klischees. (Białe klisze). Akapit, Warszawa 1993.
- Gastmahle und Hungersnöte. (Uczty i głody). Wydawnictwo Iskry, Warszawa  1995.
- Pałac Cezarów. Świat literacki, Izabelin  1997.
- Mikwe. (Mykwa). Świat literacki, Izabelin  1999. Übersetzung Sven Sellmer, Secession Verlag für Literatur, Zürich 2014, ISBN 978-3-905951-31-8.
- Dziewczyny Bonda. Świat Książki, Warszawa 2004.
- Die Giftfresser. In: Hubert Wohlan, Friedrich Griese: Verwandtschaft ohne Wahl. (Powinowactwo bez wyboru). (deutsch–polnisch), Deutsche Welle, Fibre Verlag, Osnabrück 2004, ISBN 3-929759-89-6.
- Doktor Josefs Schönste. (Ślicznotka doktora Josefa) 2006. Übersetzung Esther Kinsky, Ammann Verlag, Zürich 2009, ISBN 978-3-250-60124-1.
- Z penisem jak z mężem – trudno o ideał. Wydawnictwo Jacek Santorski & Co., Warszawa 2008.
- Ten się śmieje, kto ma zęby. 2010. Roman.

### Drehbücher
- Wieczność dla nikogo. 1995.

### Theaterstücke
- Seks, chemia i latanie. Fruwanie dla ornitologów. 2005.
- Cukier Stanik. 2007.
- Fastryga. 2008.
- Eskimos w podróży służbowej. 2008.
- Pęknięta, obwiązana nitką. 2010.
- Kaltes Bufet. (Zimny Bufet). 2011.